# 캐나나스키스 개선구
캐나나스키스 개선구 또는 카나나스키스는 캐나다 앨버타주에 있는 개선구이다. 앨버타 로키스 내 캘거리와 밴프 사이에 위치하며, 캐나나스키스 컨트리와 많은 경계를 공유한다.
개선구의 행정 중심지는 캐나나스키스 빌리지이다.

## 역사
다음은 캐나나스키스 개선구의 설립 역사이다.
- 1945년 4월 1일 – 개선구 (I.D.) 제161호, 제192호, 제193호 일부가 합병하여 제33호 개선구 형성
- 1969년 1월 1일 – 제33호 개선구가 제27호 개선구와 합병하여 제6호 개선구 형성, 인접한 제46호 개선구와 제50호 개선구가 합병하여 제8호 개선구 형성
- 1983년 1월 1일 – 제6호 개선구와 제8호 개선구 일부가 합병하여 제5호 개선구 형성
- 1996년 4월 1일 – 제5호 개선구의 명칭이 캐나나스키스 개선구로 변경

## 지리

### 지역사회 및 지역
캐나나스키스 개선구 내에는 지역사회가 없다.
다음 지역들이 캐나나스키스 개선구 내에 위치한다.
지역
- 보우밸리 공원
- 캠프 호라이즌
- 캐나나스키스 빌리지
- 코바흐
- 키드 산 RV 공원
- 시비

### 기후
캐나다스키스는 아극 기후(쾨펜의 기후 구분 Dfc)를 겪는다.
| 캐나나스키스의 기후      | 캐나나스키스의 기후 | 캐나나스키스의 기후 | 캐나나스키스의 기후 | 캐나나스키스의 기후 | 캐나나스키스의 기후 | 캐나나스키스의 기후 | 캐나나스키스의 기후 | 캐나나스키스의 기후 | 캐나나스키스의 기후 | 캐나나스키스의 기후 | 캐나나스키스의 기후 | 캐나나스키스의 기후 | 캐나나스키스의 기후 |
| 월                       | 1월                 | 2월                 | 3월                 | 4월                 | 5월                 | 6월                 | 7월                 | 8월                 | 9월                 | 10월                | 11월                | 12월                | 연간                |
| ------------------------ | ------------------- | ------------------- | ------------------- | ------------------- | ------------------- | ------------------- | ------------------- | ------------------- | ------------------- | ------------------- | ------------------- | ------------------- | ------------------- |
| 역대 최고 기온 °C (°F)   | 19 (66)             | 18 (64)             | 19 (66)             | 26.1 (79.0)         | 29.5 (85.1)         | 31.1 (88.0)         | 33.9 (93.0)         | 33.3 (91.9)         | 31 (88)             | 27.2 (81.0)         | 19.5 (67.1)         | 16.1 (61.0)         | 33.9 (93.0)         |
| 일평균 최고 기온 °C (°F) | −1.8 (28.8)         | 0.7 (33.3)          | 4.2 (39.6)          | 9.4 (48.9)          | 14.1 (57.4)         | 18.2 (64.8)         | 21.5 (70.7)         | 21.1 (70.0)         | 16.5 (61.7)         | 10.8 (51.4)         | 2.5 (36.5)          | −1.4 (29.5)         | 9.6 (49.3)          |
| 일일 평균 기온 °C (°F)   | −7.5 (18.5)         | −5.1 (22.8)         | −1.7 (28.9)         | 3.1 (37.6)          | 7.6 (45.7)          | 11.4 (52.5)         | 14.1 (57.4)         | 13.6 (56.5)         | 9.4 (48.9)          | 4.8 (40.6)          | −2.5 (27.5)         | −6.7 (19.9)         | 3.4 (38.1)          |
| 일평균 최저 기온 °C (°F) | −13.2 (8.2)         | −10.9 (12.4)        | −7.7 (18.1)         | −3.2 (26.2)         | 1 (34)              | 4.5 (40.1)          | 6.6 (43.9)          | 6.1 (43.0)          | 2.3 (36.1)          | −1.2 (29.8)         | −7.6 (18.3)         | −11.9 (10.6)        | −2.9 (26.8)         |
| 역대 최저 기온 °C (°F)   | −45.6 (−50.1)       | −43.5 (−46.3)       | −40.6 (−41.1)       | −31.1 (−24.0)       | −21.7 (−7.1)        | −8.3 (17.1)         | −2.5 (27.5)         | −4 (25)             | −14 (7)             | −29 (−20)           | −37 (−35)           | −42.2 (−44.0)       | −45.6 (−50.1)       |
| 평균 강수량 mm (인치)    | 28.6 (1.13)         | 26.6 (1.05)         | 46.5 (1.83)         | 52.6 (2.07)         | 91.6 (3.61)         | 89.7 (3.53)         | 68.9 (2.71)         | 72.7 (2.86)         | 67.4 (2.65)         | 36 (1.4)            | 28.4 (1.12)         | 29 (1.1)            | 637.8 (25.11)       |
| 출처: Environment Canada |                     |                     |                     |                     |                     |                     |                     |                     |                     |                     |                     |                     |                     |

## 인구 통계
캐나다 연방통계청이 실시한 2021년 캐나다 인구조사에서 캐나나스키스 개선구의 인구는 총 152개 개인 주택 중 60개에 거주하는 156명이었으며, 이는 2016년 인구 221명에서 -29.4% 감소한 것이다. 4203.24km2의 토지 면적에 2021년 인구 밀도는 0.0/km2 (0.1/sq mi)이었다.
캐나다 연방통계청이 실시한 2016년 캐나다 인구조사에서 캐나나스키스 개선구의 인구는 총 79개 개인 주택 중 58개에 거주하는 221명이었으며, 이는 2011년 인구 249명에서 -11.2% 감소한 것이다. 4213.95km2의 토지 면적에 2016년 인구 밀도는 0.1/km2 (0.1/sq mi)이었다.

## 정부
앨버타주의 모든 개선구와 마찬가지로, 캐나나스키스 개선구는 Alberta Municipal Affairs에 의해 관리된다. 그러나 주민들은 시 직원들의 활동을 감독하기 위해 의장과 세 명의 의원으로 구성된 자문위원회를 선출한다.

## G7/G8 정상회의
장 크레티앵이 주최한 제28회 G8 정상회의는 2002년 6월 이 지역에서 개최되었다. 캐나나스키스 빌리지의 캐나나스키스 리조트(델타 로지 앳 캐나나스키스라고도 불림)에서 개최된 이 회의는 캐나다가 1981년 몬테벨로에서 열린 제7회 G7 정상회의 이후 G8 정상회의를 위해 리조트 시설을 사용한 두 번째 사례였다. 2002년 회의는 캐나나스키스와 앨버타 경제에 약 3억 달러를 기여한 것으로 추정되며, 보안 비용은 납세자들에게 2억 달러 이상이 들었다.
마크 카니가 주최하는 제51회 G7 정상회의는 2025년 6월 16일 ~ 17일 이 지역에서 개최되었다.
이 두 정상회의는 캐나다 서부에서 개최되는 유일한 G7/G8 정상회의이다.

## 같이 보기
- 앨버타주 지역사회 목록